# The Ramen Girl
Pour plus de détails, voir Fiche technique et Distribution.
The Ramen Girl est un film américain réalisé par Robert Allan Ackerman, sorti en 2008.

## Synopsis
Abby, une jeune Américaine à Tokyo, décide d'apprendre à cuisiner les ramen alors que son petit ami Ethan est en voyage d'affaires.

## Fiche technique
- Titre : The Ramen Girl
- Réalisation : Robert Allan Ackerman
- Scénario : Becca Topol
- Musique : Carlo Siliotto
- Photographie : Yoshitaka Sakamoto
- Montage : Rick Shaine
- Production : Robert Allan Ackerman, Stewart Hall, Kimio Kataoka, Brittany Murphy et Yōko Narahashi
- Société de production : Media 8 Entertainment et Digital Site Corporation
- Pays :  États-Unis et  Japon
- Genre : Comédie dramatique et romance
- Durée : 102 minutes
- Dates de sortie : 
  -  Italie : mai 2008 (Milan Film Festival)
  -  États-Unis : 26 mai 2009 (DVD)

## Distribution
- Brittany Murphy : Abby
- Toshiyuki Nishida : Maezumi
- Soji Arai : Toshi Iwamoto
- Kimiko Yo : Reiko
- Daniel Evans : Charlie
- Renji Ishibashi : Udagawa
- Gabriel Mann : Ethan
- Tammy Blanchard : Gretchan
- Daigo Tanji : le chauffeur de taxi
- Thane Camus : Wilson
- Hako Ueno : Hanako
- Ken Toyama : Suzuki
- Tomiko Ishii : Megumi
- Rei Okamoto : Midori
- Ken Maeda : Harumi
- Takaki Uda : Akira
- Takahiro Hirano : Kuma
- Sonha Chō : Ueno
- Akiko Monō : Mio
- Masayoshi Haneda : Yuki

## Accueil
Don Willmott pour Filmcritic.com a décrit le film comme « Karaté Kid qui rencontre Tampopo qui rencontre Le Festin de Babette ».